# BNP Paribas Open 2014
BNP Paribas Open 2014 byl společný tenisový turnaj mužského okruhu ATP World Tour a ženského okruhu WTA Tour, hraný v areálu Indian Wells Tennis Garden na otevřených dvorcích s tvrdým povrchem. Konal se mezi 3. až 16. březnem 2014 v kalifornském Indian Wells jako 39. ročník mužského a 26. ročník ženského turnaje.
Mužská polovina se po grandslamu řadila do druhé nejvyšší kategorie okruhu ATP World Tour Masters 1000 a její dotace činil 6 169 040 amerických dolarů. Ženská část disponovala shodnou částkou rozpočtu 6 169 040 dolarů a byla také součástí druhé nejvyšší úrovně okruhu WTA Premier Mandatory. Kalifornská událost představovala v těchto kategoriích úvodní turnaj sezóny.
Sestry Serena a Venus Williamsovy pokračovaly v bojkotu turnaje, který zahájily v sezóně 2002. Oba obhájci singlových soutěží vypadli na počátku turnaje. První hráč klasifikace Rafael Nadal ze Španělska podlehl ve třetím kole turnajové dvacet osmičce Alexandru Dolgopolovovi z Ukrajiny, když nezvládl tiebreak rozhodující sady. Světovou pětku Marii Šarapovovou pak ve třetím kole vyřadila italská kvalifikantka Camila Giorgiová.

## Distribuce bodů a finančních odměn

### Distribuce bodů
| Soutěž       | Vítězové | F   | SF  | ČF  | 16 v kole | 32 v kole | 64 v kole | 128 v kole | Q  | Q2 | Q1 |
| ------------ | -------- | --- | --- | --- | --------- | --------- | --------- | ---------- | -- | -- | -- |
| dvouhra mužů | 1000     | 600 | 360 | 180 | 90        | 45        | 25        | 10         | 16 | 8  | 0  |
| čtyřhra mužů | 1000     | 600 | 360 | 180 | 90        | 0         |           |            |    |    |    |
| dvouhra žen  | 1000     | 650 | 390 | 215 | 120       | 65        | 35        | 10         | 30 | 20 | 2  |
| čtyřhra žen  | 1000     | 650 | 390 | 215 | 120       | 10        |           |            |    |    |    |

### Finanční odměny
| Soutěž            | Vítězové   | Finalisté | Semifinalisté | Čtvrtfinalisté | 16 v kole | 32 v kole | 64 v kole | 128 v kole | Q2     | Q1     |
| ----------------- | ---------- | --------- | ------------- | -------------- | --------- | --------- | --------- | ---------- | ------ | ------ |
| dvouhra mužů      | $1 000 000 | $500 000  | $225 000      | $104 000       | $52 000   | $26 000   | $16 000   | $11 000    | $2 800 | $1 400 |
| dvouhra žen       | $1 000 000 | $500 000  | $225 000      | $104 000       | $52 000   | $26 000   | $16 000   | $11 000    | $2 800 | $1 400 |
| čtyřhra mužů *    | $258 000   | $126 000  | $63 100       | $32 220        | $17 000   | $9 100    |           |            |        |        |
| čtyřhra žen *     | $258 000   | $126 000  | $63 100       | $32 220        | $17 000   | $9 100    |           |            |        |        |
| * – částka na pár |            |           |               |                |           |           |           |            |        |        |

## Dvouhra mužů

### Nasazení

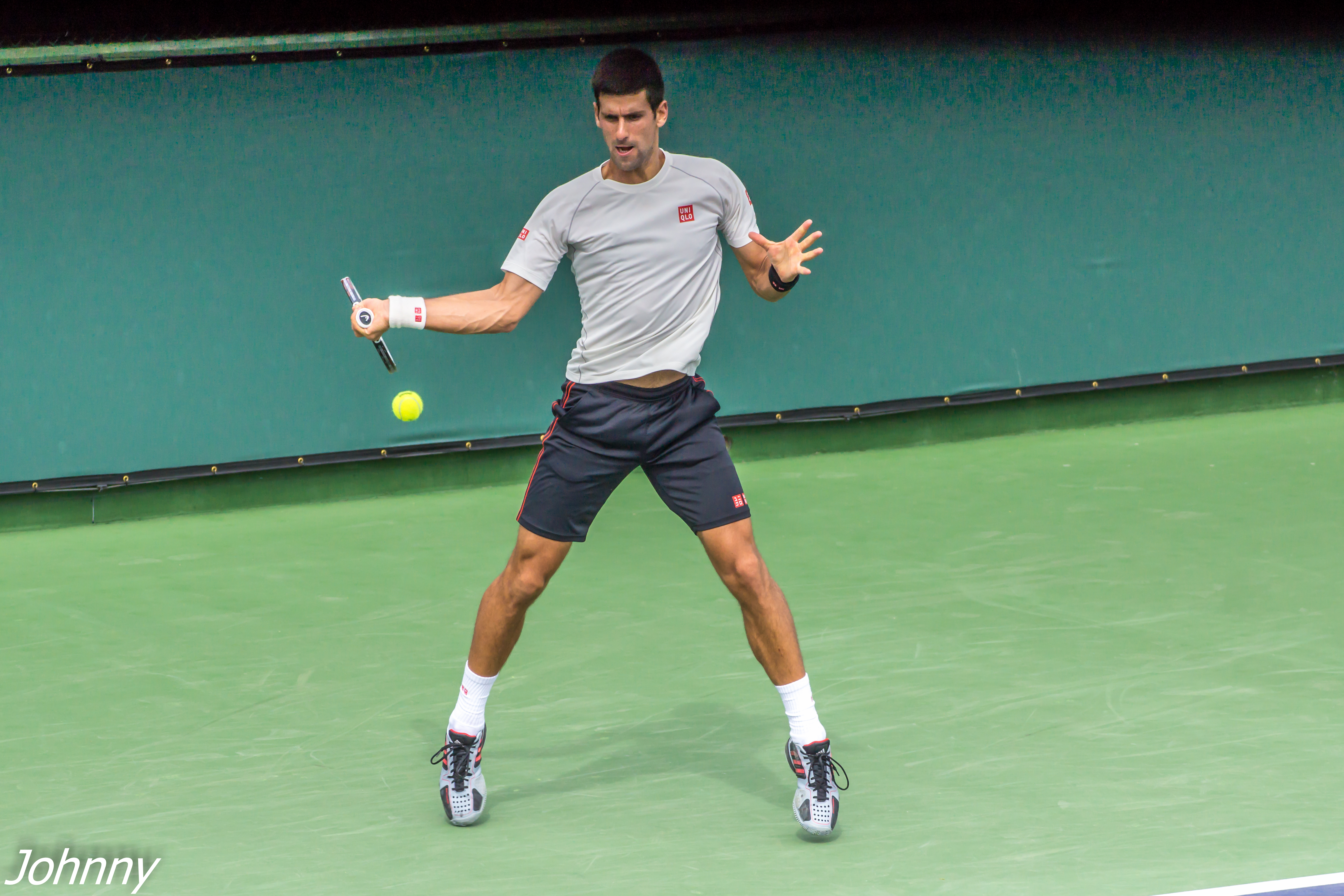
Vítězný Novak Djoković

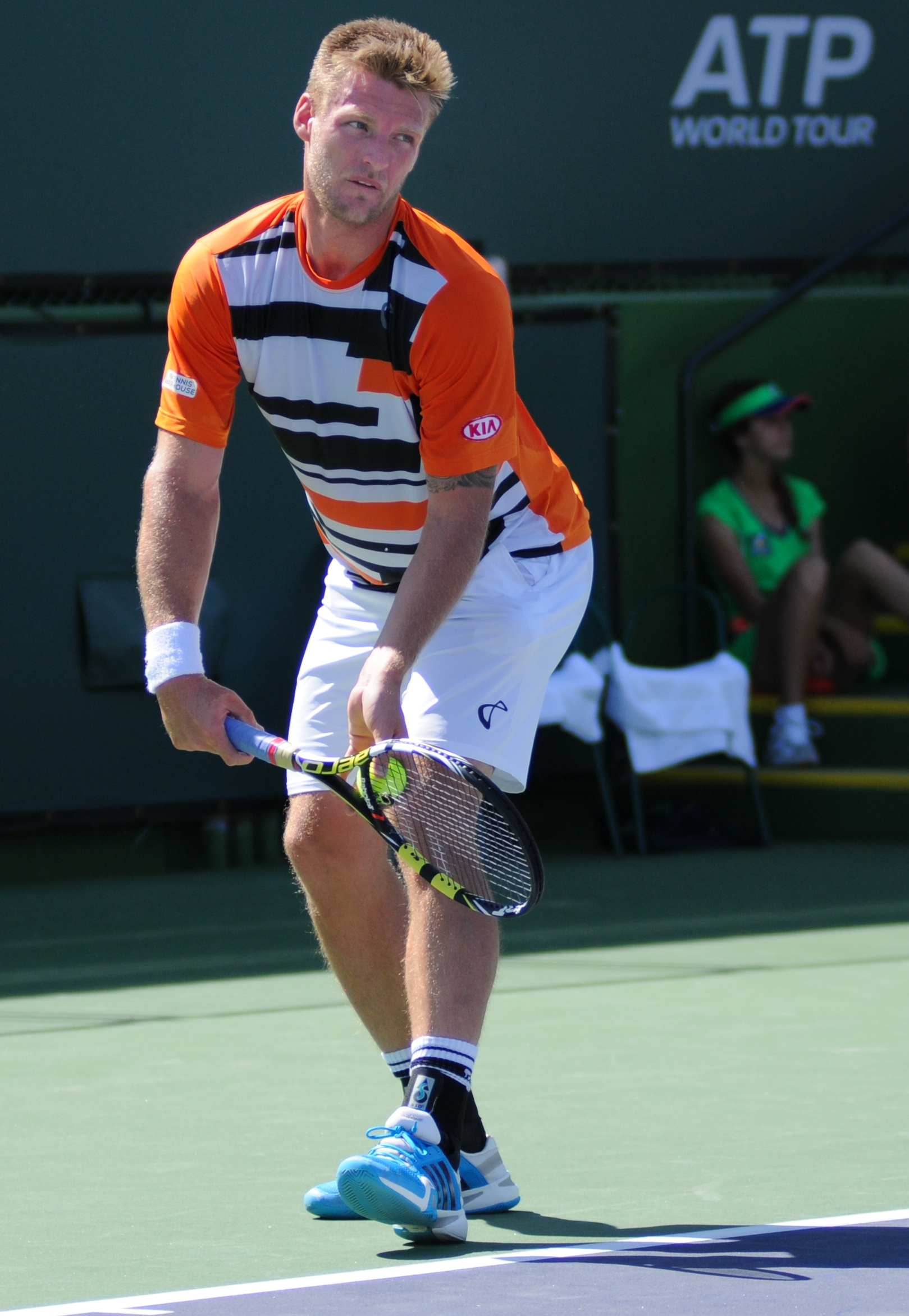
Samuel Groth

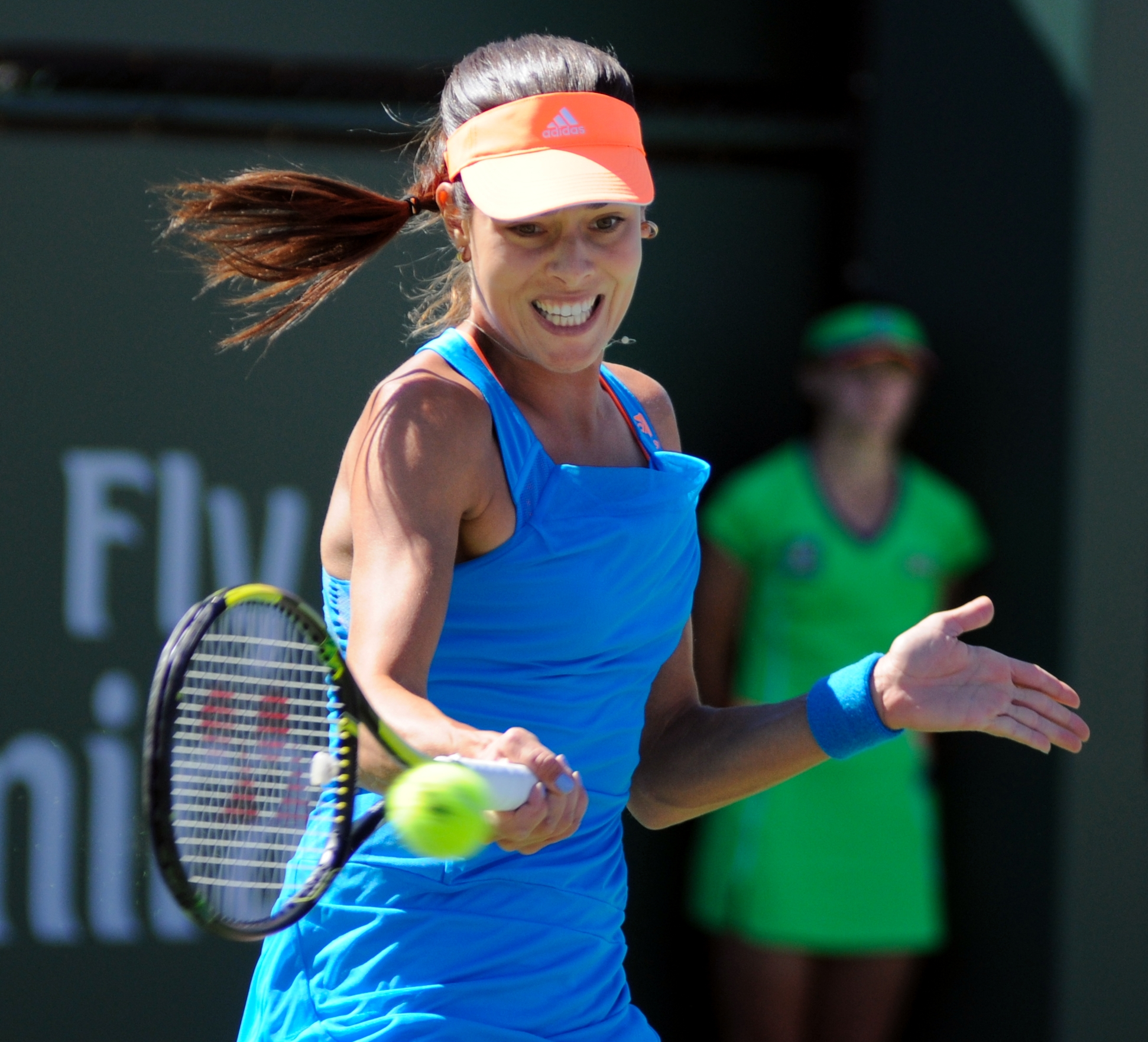
Ana Ivanovićová

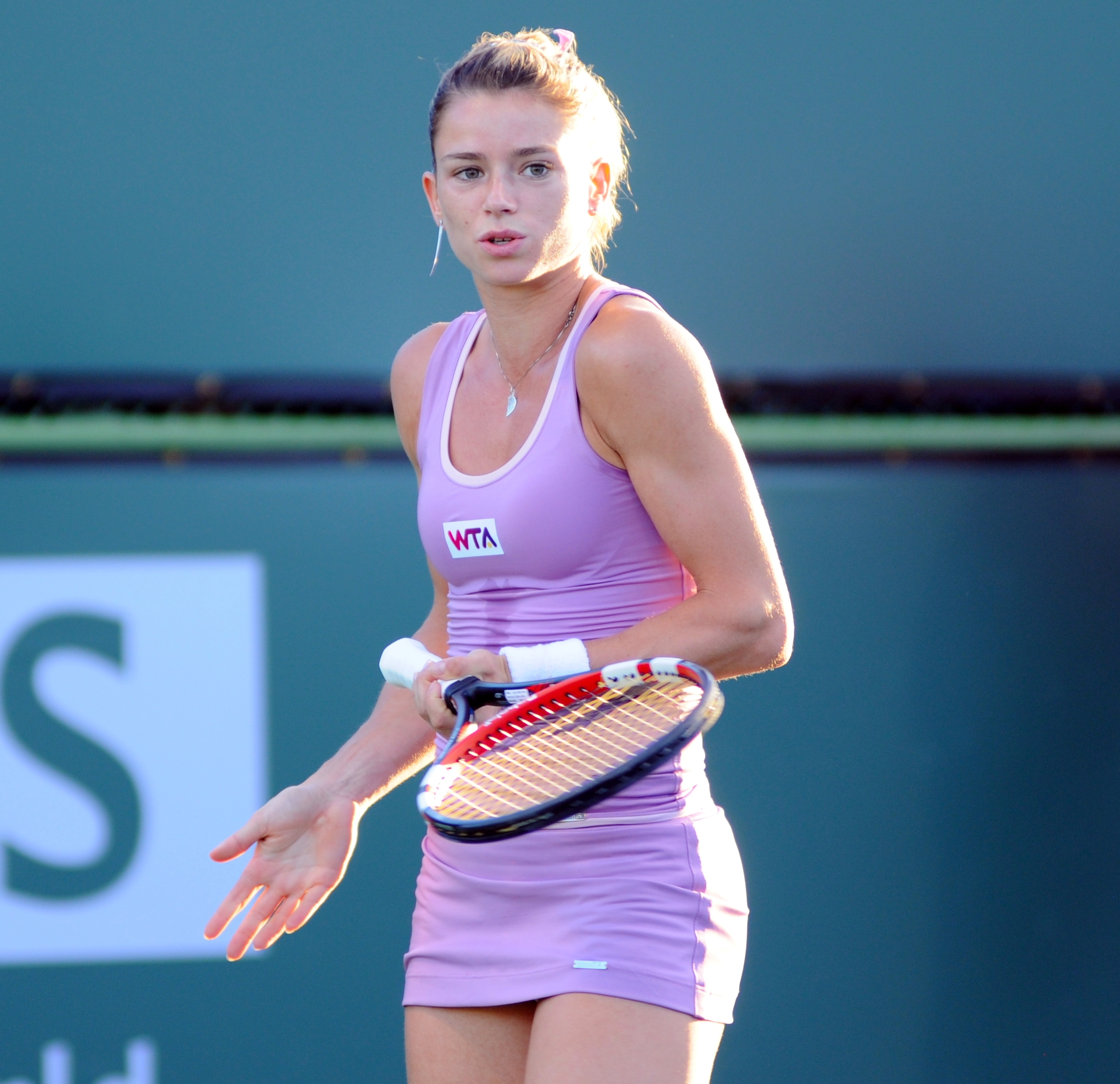
Camila Giorgiová vyřadila Marii Šarapovovou

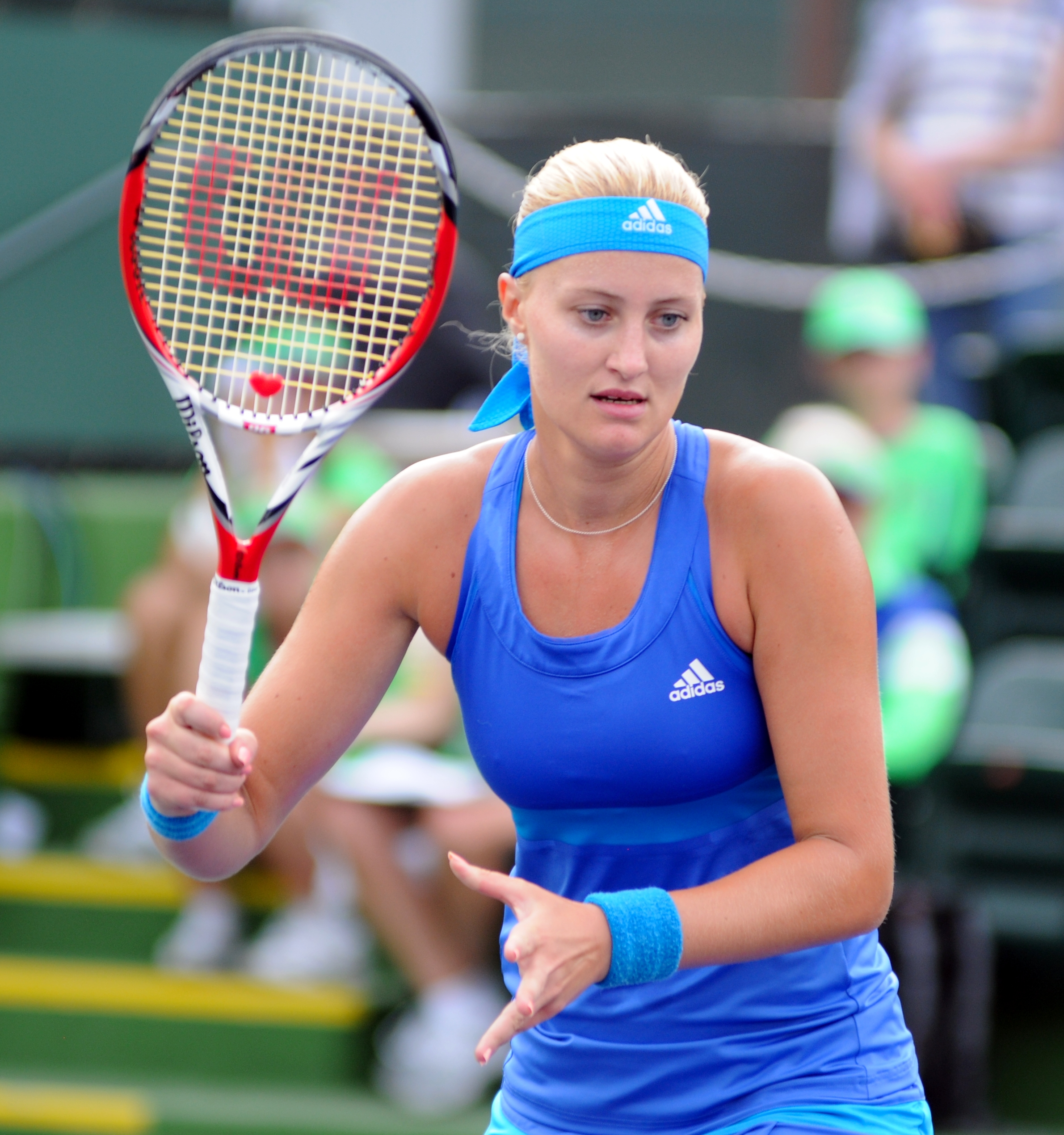
Kristina Mladenovicová

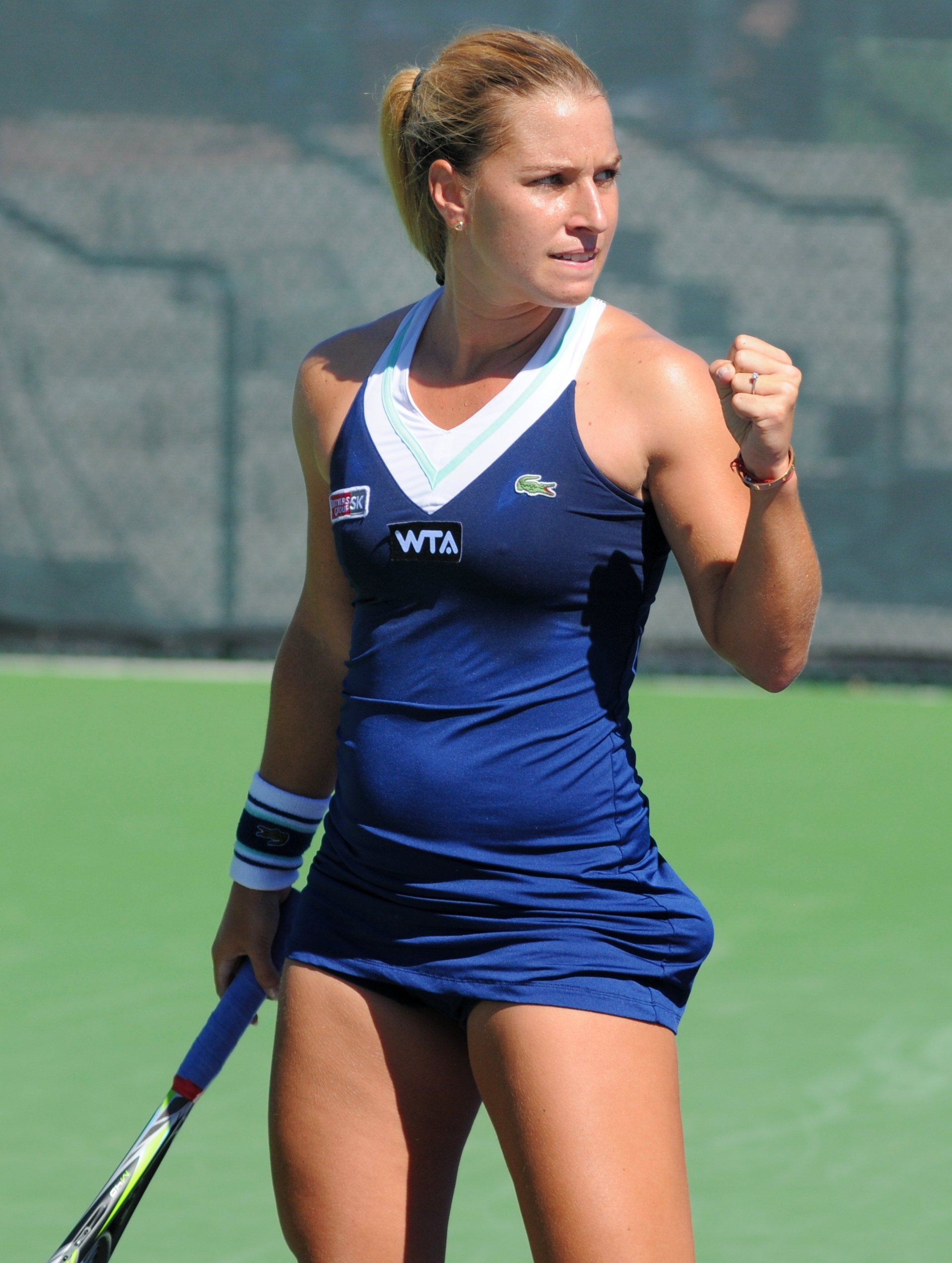
Dominika Cibulková

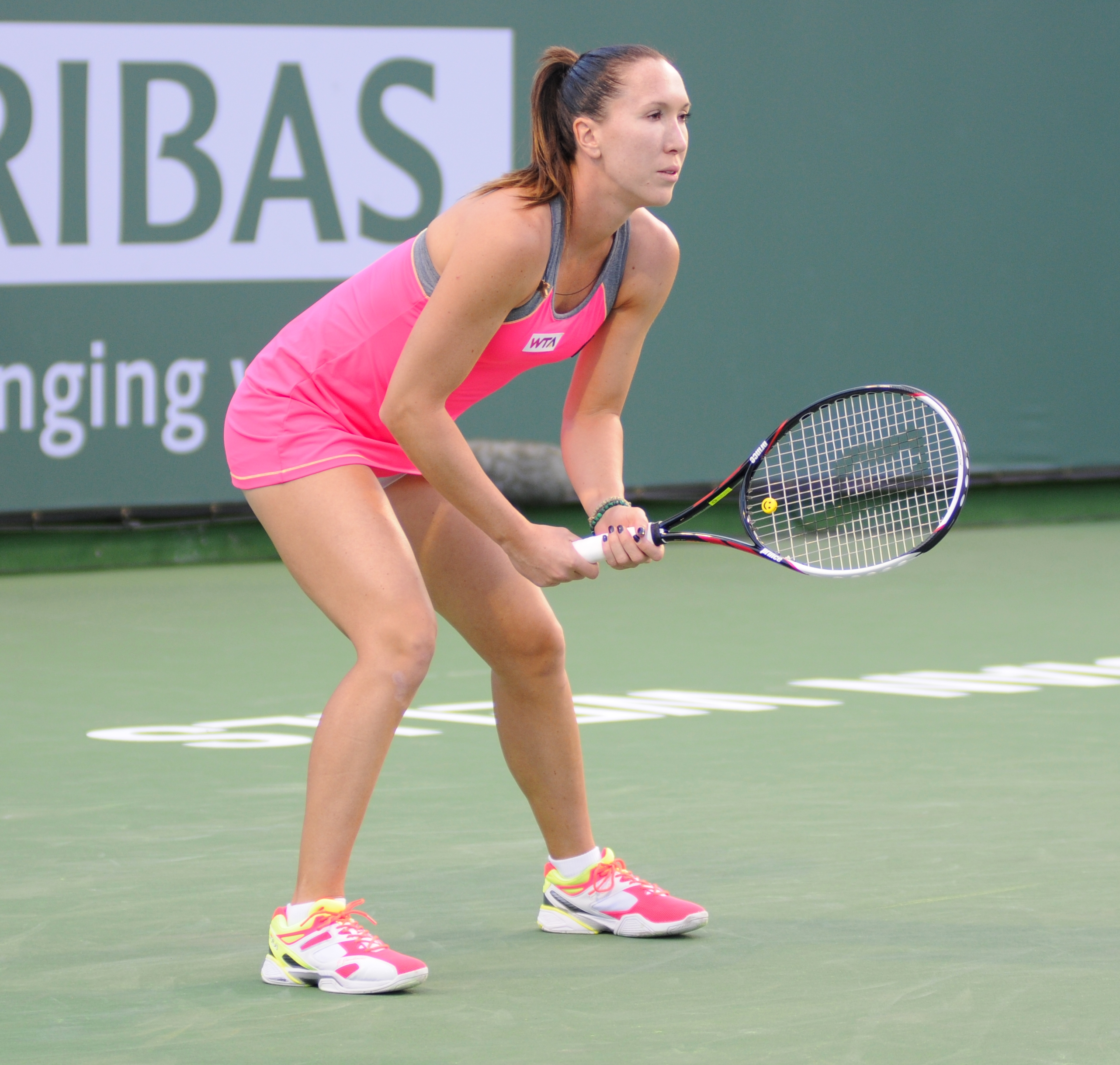
Jelena Jankovićová

| Stát               | Hráč                  | ATP1) | Nasazení |
| ------------------ | --------------------- | ----- | -------- |
| Španělsko          | Rafael Nadal          | 1.    | 1.       |
| Srbsko             | Novak Djoković        | 2.    | 2.       |
| Švýcarsko          | Stanislas Wawrinka    | 3.    | 3.       |
| Česko              | Tomáš Berdych         | 5.    | 4.       |
| Spojené království | Andy Murray           | 6.    | 5.       |
| Argentina          | Juan Martín del Potro | 7.    | 6.       |
| Švýcarsko          | Roger Federer         | 8.    | 7.       |
| Francie            | Richard Gasquet       | 9.    | 8.       |
| Francie            | Jo-Wilfried Tsonga    | 10.   | 9.       |
| Kanada             | Milos Raonic          | 11.   | 10.      |
| Německo            | Tommy Haas            | 12.   | 11.      |
| Spojené státy      | John Isner            | 13.   | 12.      |
| Itálie             | Fabio Fognini         | 14.   | 13.      |
| Rusko              | Michail Južnyj        | 15.   | 14.      |
| Bulharsko          | Grigor Dimitrov       | 16.   | 15.      |
| Španělsko          | Tommy Robredo         | 17.   | 16.      |
| Jižní Afrika       | Kevin Anderson        | 18.   | 17.      |
| Španělsko          | Nicolás Almagro       | 19.   | 18.      |
| Polsko             | Jerzy Janowicz        | 20.   | 19.      |
| Japonsko           | Kei Nišikori          | 21.   | 20.      |
| Lotyšsko           | Ernests Gulbis        | 22.   | 21.      |
| Francie            | Gilles Simon          | 23.   | 22.      |
| Německo            | Philipp Kohlschreiber | 24.   | 23.      |
| Francie            | Gaël Monfils          | 25.   | 24.      |
| Chorvatsko         | Marin Čilić           | 26.   | 25.      |
| Kanada             | Vasek Pospisil        | 27.   | 26.      |
| Německo            | Florian Mayer         | 29.   | 27.      |
| Rusko              | Dmitrij Tursunov      | 30.   | 28.      |
| Ukrajina           | Alexandr Dolgopolov   | 31.   | 29.      |
| Itálie             | Andreas Seppi         | 32.   | 30.      |
| Španělsko          | Fernando Verdasco     | 33.   | 31.      |
| Chorvatsko         | Ivan Dodig            | 34.   | 32       |

- 1) Žebříček ATP k 3. březnu 2014.

### Jiné formy účasti
Následující hráči obdrželi divokou kartu do hlavní soutěže:
- Ryan Harrison[3]
- Steve Johnson[3]
- Rajeev Ram
- Jack Sock[3]
- Rhyne Williams[3]

Následující hráči postoupili z kvalifikace:
- Robby Ginepri
- Samuel Groth
- Daniel Kosakowski
- Alex Kuznetsov
- Dušan Lajović
- Paolo Lorenzi
- Paul-Henri Mathieu
- Daniel Muñoz de la Nava
- Peter Polansky
- Stéphane Robert
- John-Patrick Smith
- Dominic Thiem
  -  David Goffin – jako šťastný poražený
  -  Jevgenij Donskoj – jako šťastný poražený
  -  James Ward – jako šťastný poražený

### Odhlášení
před zahájením turnaje
- Juan Martín del Potro
- Nicolás Almagro
- Carlos Berlocq
- David Ferrer
- Guillermo García-López
- Albert Ramos
- Marcel Granollers
- Jürgen Melzer
- Albert Montañés
- Benoît Paire
- Janko Tipsarević
- Bernard Tomic
- Filippo Volandri

### Skrečování
- Teimuraz Gabašvili
- Florian Mayer

## Mužská čtyřhra

### Nasazení
| Stát          | Hráč           | Stát          | Hráč              | ATP1 | Nasazení |
| ------------- | -------------- | ------------- | ----------------- | ---- | -------- |
| Spojené státy | Bob Bryan      | Spojené státy | Mike Bryan        | 2.   | 1.       |
| Rakousko      | Alexander Peya | Brazílie      | Bruno Soares      | 6.   | 2.       |
| Chorvatsko    | Ivan Dodig     | Brazílie      | Marcelo Melo      | 11.  | 3.       |
| Indie         | Leander Paes   | Česko         | Radek Štěpánek    | 18.  | 4.       |
| Španělsko     | David Marrero  | Španělsko     | Fernando Verdasco | 18.  | 5.       |
| Indie         | Rohan Bopanna  | Pákistán      | Ajsám Kúreší      | 26.  | 6.       |
| Kanada        | Daniel Nestor  | Srbsko        | Nenad Zimonjić    | 28.  | 7.       |
| Polsko        | Łukasz Kubot   | Švédsko       | Robert Lindstedt  | 38.  | 8.       |

- 1 Žebříček ATP k 3. březnu 2014; číslo je součtem žebříčkového postavení obou členů páru.

### Jiné formy účasti
Následující páry obdržely divokou kartu do hlavní soutěže:
- Novak Djoković /  Filip Krajinović
- Jonatan Erlich /  Richard Gasquet

## Ženská dvouhra

### Nasazení
| Stát          | Hráčka                     | WTA1) | Nasazení |
| ------------- | -------------------------- | ----- | -------- |
| Čína          | Li Na                      | 2.    | 1.       |
| Polsko        | Agnieszka Radwańská        | 3.    | 2.       |
| Bělorusko     | Viktoria Azarenková        | 4.    | 3.       |
| Rusko         | Maria Šarapovová           | 5.    | 4.       |
| Německo       | Angelique Kerberová        | 6.    | 5.       |
| Rumunsko      | Simona Halepová            | 7.    | 6.       |
| Srbsko        | Jelena Jankovićová         | 8.    | 7.       |
| Česko         | Petra Kvitová              | 9.    | 8.       |
| Itálie        | Sara Erraniová             | 10.   | 9.       |
| Dánsko        | Caroline Wozniacká         | 11.   | 10.      |
| Srbsko        | Ana Ivanovićová            | 12.   | 11.      |
| Slovensko     | Dominika Cibulková         | 13.   | 12.      |
| Itálie        | Roberta Vinciová           | 14.   | 13.      |
| Španělsko     | Carla Suárezová Navarrová  | 15.   | 14.      |
| Německo       | Sabine Lisická             | 16.   | 15.      |
| Austrálie     | Samantha Stosurová         | 17.   | 16.      |
| Spojené státy | Sloane Stephensová         | 18.   | 17.      |
| Francie       | Eugenie Bouchardová        | 19.   | 18.      |
| Belgie        | Kirsten Flipkensová        | 20.   | 19.      |
| Itálie        | Flavia Pennettaová         | 21.   | 20.      |
| Rusko         | Anastasija Pavljučenkovová | 22.   | 21.      |
| Francie       | Alizé Cornetová            | 23.   | 22.      |
| Rusko         | Jekatěrina Makarovová      | 24.   | 23.      |
| Estonsko      | Kaia Kanepiová             | 26.   | 24.      |
| Rumunsko      | Sorana Cîrsteaová          | 27.   | 25.      |
| Česko         | Lucie Šafářová             | 28.   | 26.      |
| Rusko         | Světlana Kuzněcovová       | 30.   | 27.      |
| Česko         | Klára Zakopalová           | 32.   | 28.      |
| Slovensko     | Daniela Hantuchová         | 33.   | 29.      |
| Rusko         | Jelena Vesninová           | 34.   | 30.      |
| Slovensko     | Magdaléna Rybáriková       | 35.   | 31.      |
| Španělsko     | Garbiñe Muguruzaová        | 36.   | 32.      |

- 1) Žebříček WTA k 24. únoru 2014.

### Jiné formy účasti
Následující hráčky obdržely divokou kartu do hlavní soutěže:
- Belinda Bencicová[3]
- Victoria Duvalová[3]
- Naděžda Petrovová[3]
- Shelby Rogersová[3]
- Taylor Townsendová[3]
- Coco Vandewegheová[3]
- Donna Vekićová[3]
- Věra Zvonarevová[3]

Následující hráčky postoupily z kvalifikace:
- Čan Jung-žan
- Casey Dellacquová
- Sharon Fichmanová
- Camila Giorgiová
- Allie Kiicková
- Michelle Larcherová de Britová
- Olivia Rogowská
- Anna Karolína Schmiedlová
- Jaroslava Švedovová
- Alison Van Uytvancková
- Heather Watsonová
- Barbora Záhlavová-Strýcová

#### Odhlášení
před zahájením turnaje
- Jamie Hamptonová
- Polona Hercogová
- Maria Kirilenková
- Ajumi Moritová
- Laura Robsonová
- Serena Williamsová (bojkot)
- Venus Williamsová (bojkot)

### Skrečování
- Naděžda Petrovová (poranění pravé dolní končetiny)
- Galina Voskobojevová (onemocnění horních cest dýchacích)

## Ženská čtyřhra

### Nasazení
| Stát      | Hráčka                | Stát      | Hráčka                | WTA1 | Nasazení |
| --------- | --------------------- | --------- | --------------------- | ---- | -------- |
| Tchaj-wan | Sie Šu-wej            | Čína      | Pcheng Šuaj           | 3.   | 1.       |
| Rusko     | Jekatěrina Makarovová | Rusko     | Jelena Vesninová      | 7.   | 2.       |
| Itálie    | Sara Erraniová        | Itálie    | Roberta Vinciová      | 12.  | 3.       |
| Česko     | Květa Peschkeová      | Slovinsko | Katarina Srebotniková | 14.  | 4.       |
| Zimbabwe  | Cara Blacková         | Indie     | Sania Mirzaová        | 24.  | 5.       |
| Česko     | Andrea Hlaváčková     | Česko     | Lucie Šafářová        | 25.  | 6.       |
| Austrálie | Ashleigh Bartyová     | Austrálie | Casey Dellacquová     | 34.  | 7.       |
| Česko     | Lucie Hradecká        | Čína      | Čeng Ťie              | 37.  | 8.       |

- 1 Žebříček WTA k 24. únoru 2014; číslo je součtem žebříčkového postavení obou členek páru.

### Jiné formy účasti
Následující páry obdržely divokou kartu do hlavní soutěže:
- Martina Hingisová /  Sabine Lisická
- Madison Keysová /  Alison Riskeová
- Světlana Kuzněcovová /  Samantha Stosurová
- Andrea Petkovicová /  Sloane Stephensová

Následující páry nastoupily do soutěže z pozice náhradníků:
- Sharon Fichmanová /  Megan Moultonová-Levyová
- Alicja Rosolská /  Sílvia Solerová Espinosová

### Odhlášení
před zahájením turnaje
- Naděžda Petrovová
- Čang Šuaj

## Přehled finále

### Mužská dvouhra
- Novak Djoković vs.  Roger Federer, 3–6, 6–3, 7–6(7–3)

### Ženská dvouhra
- Flavia Pennettaová vs.  Agnieszka Radwańská, 6–2, 6–1

### Mužská čtyřhra
- Bob Bryan /  Mike Bryan vs.  Alexander Peya /  Bruno Soares, 6–4, 6–3

### Ženská čtyřhra
- Sie Šu-wej /  Pcheng Šuaj vs.  Cara Blacková /  Sania Mirzaová, 7–6(7–5), 6–2